# ロバ・ネグシエ
ロバ・ネグシエ（アムハラ語: ንጉሴ ሮባ、1936年9月10日 - 1992年4月14日、オリンペディアでは死亡した年が1993年と記載されているが、他の資料では1992年とされている。）は、短距離走者・コーチ、エチオピア人。オリンピックに2度出場した選手で、最初のエチオピア代表の一人であり、後にエチオピア国内で最も優れた陸上競技コーチの一人とされるようになった。

## 幼年期
ネグシエは1936年9月10日にハラルゲ県ジジガのフェレアドに生まれ、エチオピア首都のアディスアベバで育った。ネグシエはテフェリ・メコンネン学校で初等・中等教育を受け、その後アディスアベバ商業高校に通った。卒業後、チェコスロバキアのプラハ・カレル大学でスポーツ・体育科の修士号を取得した。

## スポーツ経歴
ネグシエは短距離走者とサッカー選手の両方を掛け持っていた。ネグシエはオーストラリアのメルボルンで開催された、1956年メルボルンオリンピックにおいて、エチオピア初のオリンピック代表の12人中の1人に選ばれた。ネグシエは100メートル、200メートル、4 × 100メートルリレー、4 × 400メートルリレーの4種目に登録したが、4×400メートルには出場しなかった。100メートルと200メートルでは予選で最下位だった。エチオピアの4×100メートルリレーチームも予選で敗退した。4年後、イタリアのローマで開催された、1960年ローマオリンピックでもネグシエは100メートルに出場したが、予選を通過することはできなかった。

## コーチ経歴
ネグシエが1960年のオリンピックに出場した後、ネグシエはコーチになり、その後エチオピアで史上最高の陸上競技コーチの一人と目されるようになった。ネグシエは1968年にエチオピア陸上競技連盟（EAF）のヘッドコーチに就任し、1992年4月に亡くなるまでその職を務めた。
ウェブサイト『スポーツ・メモリー』によれば、ネグシエはエチオピアの陸上競技コーチで「栄光と名声」を獲得し、『シドニー・モーニング・ヘラルド』は、「エチオピアを世界有数の長距離走大国へと押し上げた人物で、その影響力は他の誰にも劣らなかった」と報じている。『メディア・エチオピア』は、ネグシエを「卓越したナショナルコーチ」と称し、「メキシコシティーオリンピック（1968年）から1980年のモスクワオリンピックにかけて、すべてのエチオピア人長距離走選手の成功に関与していたことが広く知られている」と述べている。『セーラム・ニュース』によれば、ネグシエはすべて合算すると6個になる、オリンピックメダルを獲得した選手を指導したことで知られている。その中には、オリンピック・マラソンで2度優勝したアベベ・ビキラや、ビキラに続いて同種目で金メダルを獲得したマモ・ウォルデも含まれていた。
ネグシエはエチオピア以外のアフリカの国々でも選手を指導し、いくつかの国際大会でアフリカ大陸を代表するチームのコーチを務め、オーストラリア、ドイツ、南北アメリカでの競技大会で選手たちがメダルを獲得するのを支援した。ネグシエは複数回、IAAFコンチネンタルカップでアフリカチームを指導した。ネグシエはアフリカ陸上競技連盟の執行委員会に所属し、国際陸上競技連盟（IAAF）の一員でもあった。ネグシエはエチオピア政府からブラック・ナイル勲章を授与され、IAAFからは表彰状と「ベテラン章」を受け取った。長年にわたりマラソンの世界記録を保持したベライン・デンシモのトレーナーを務めた功績により、自動車も贈呈された。

## 死と遺産
1992年4月、ネグシエは死んだ。彼の死後、エチオピアの陸上競技コーチは、友人であり教え子でもあったウォルデメスケル・コストレが引き継いだ。コストレはその後、エチオピア史において最も優れた陸上競技コーチの一人として名を残すことになる。『メディア・エチオピア』は「エチオピアは、国民に誇りをもたらした、素晴らしいコーチをいつまでも忘れないだろう」と述べた。